# Oregon Scientific
Oregon Scientific è un'azienda manifatturiera statunitense produttrice di elettronica di consumo.
Fondata nel 1989 a Portland, in Oregon (da cui il nome societario), si specializzò nella produzione di elettronica controllata a distanza, in particolare orologi e termometri, con cui negli anni novanta si fece conoscere anche fuori dai confini del proprio Paese.
Dal 1997 la società è controllata al 100% dal gruppo Integrated Display Technologies di Hong Kong, sua cofondatrice, della quale continua essere il ramo di elettronica di consumo.

## Prodotti
La Oregon Scientific produce stazioni meteo, orologi radiocontrollati e prodotti sport&fitness, outdoor e wellness